# 炸子雞

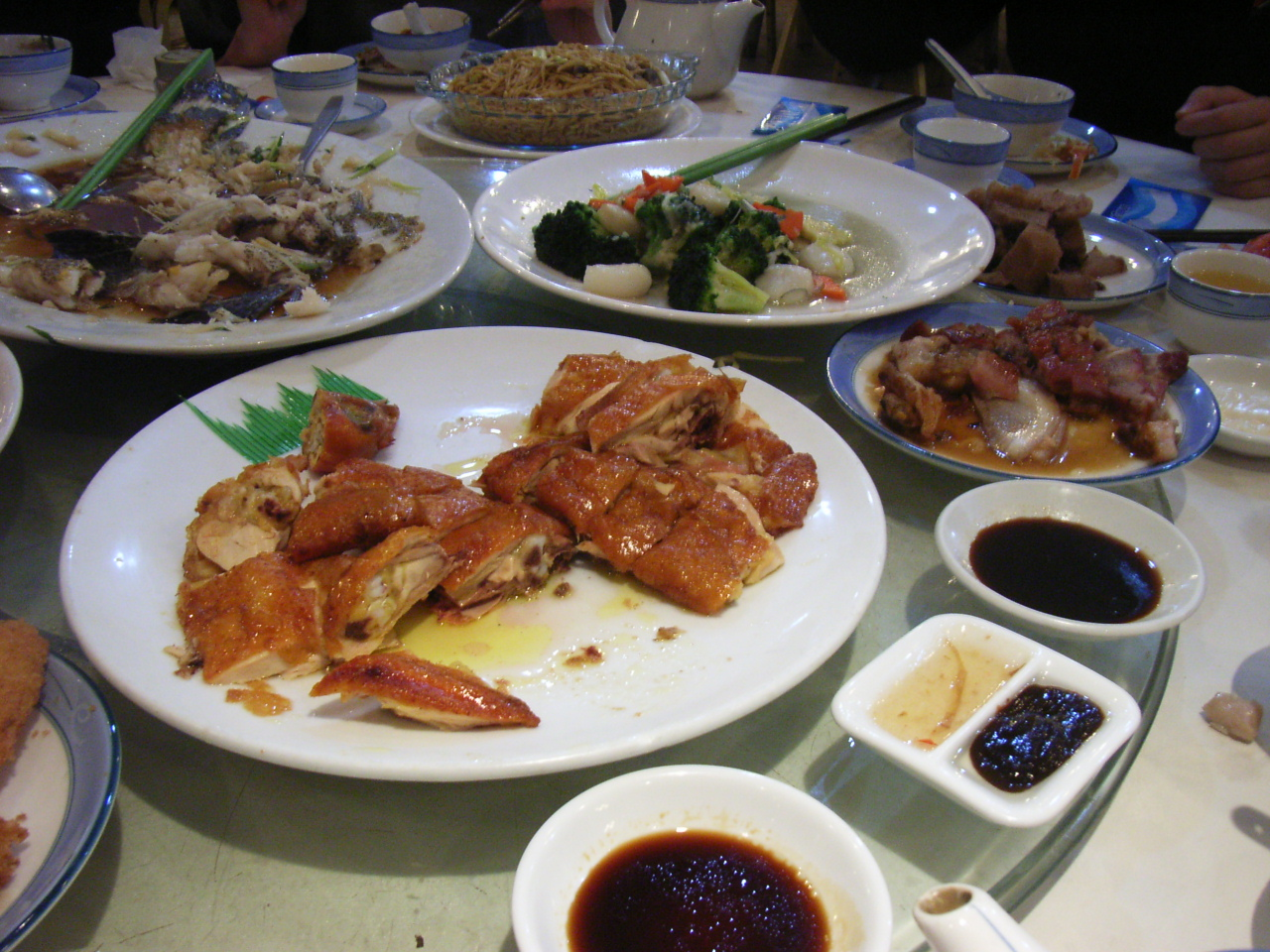
炸子雞，以特製醬油點吃

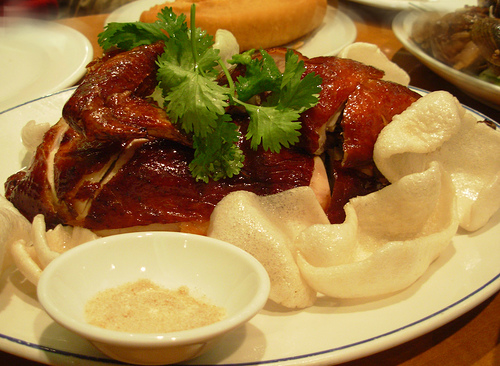
炸子雞配以蝦餅

炸子雞又稱脆皮雞或脆皮炸子雞，是一種粵式的炸雞，常見於廣東、香港和澳門的酒樓。炸子雞不同於一般炸雞，並不是放入一大鍋滾油炸熟，而是把已醃味的生雞掛起，再於生雞上不斷澆上滾油，直至雞隻皮脆肉滑。由於製作炸子雞較為費時，較少作為日常午飯或晚餐的菜式，在結婚飲宴等場合則較為常見，並為了好彩頭而冠上「當紅炸子雞」、「鴻運炸子雞」等名稱。

## 製作
將挖去內臟、肥膏的光雞汆水，以薑汁、鹽、糖、五香粉和蒜混合的「雞鹽」醃過，用水、白醋、浙醋和麥芽糖、紹興酒調成的「炸雞水」淋上雞身「上皮」後吊起風乾至少4小時。風乾後以油淋炸炸至熟，或先以油淋炸至八成熟，上桌前以油淋炸炸至全熟和表皮金黃香脆。炸好後待雞皮稍凉後切件，可佐以淮鹽或甜醬油。

## 用詞
炸子雞也被人用於稱呼現正流行的事物，例如某演員被稱為「當紅炸子雞」，即表示其為目前當紅的演員。